# Hydrologické pořadí v Německu
V Německu je hydrologické pořadí – tedy identifikace vodních toků podle příslušností k povodím – stanovena dohodou federálních a státních vodohospodářských autorit (Bund/Länder-Arbeitsgemeinschaft Wasser) vyhláškou Ministerstva zemědělství č. 292/2002 Sb., o oblastech povodí z roku 1970. Číslo může být až třináctimístné, obvykle však nemá více než deset míst. První číslo určuje hlavní řeku prvního řádu, další čísla pak postupně další dílčí povodí nižších řádů.

## Hlavní povodí
(tj. vodní tok I. řádu, který ústí do moře):
- 1 - Dunaj
  - 11 - Dunaj od pramene po Lech
  - 12 - Lech
  - 13 - Dunaj od Lechu po Nábu
  - 14 - Nába
  - 15 - Dunaj od Náby po Isar
  - 16 - Isar
  - 17 - Dunaj od Isaru po Inn
  - 18 - Inn
  - 19 - Dunaj od Innu níže
- 2 - Rýn
  - 11 - Rýn od pramene po Aare
  - 12 - Aare
  - 13 - Rýn od Aare po Mohan
  - 14 - Mohan
  - 15 - Rýn od Mohanu po Moselu
  - 16 - Mosela
  - 17 - Rýn od Mosely po Mázu
  - 18 - (Máza)[1]
  - 19 - Rýn od Mázy níže
- 3 - Emže
  - 31 - Emže od pramene po Werse
  - 32 - Werse
  - 33 - Emže od Werse po Große Aa
  - 34 - Große Aa
  - 35 - Emže od Große Aa po Hase
  - 36 - Hase
  - 37 - Emže od Hase níže
- 4 - Vezera
  - 41 - Werra
  - 42 - Fulda
  - 43 - Vezera od soutoku Werry a Fuldy po Diemel
  - 44 - Diemel
  - 45 - Vezera od Diemelu po Werre
  - 46 - Werre
  - 47 - Vezera od Werre po Aller
  - 48 - Aller
  - 49 - Vezera od Alleru níže
- 5 - Labe
  - 51 - Labe od pramene po Vltavu
  - 52 - (Vltava)[1]
  - 53 - Labe od soutoku Vltavy po Muldu
  - 54 - Mulda
  - 55 - Labe od Muldy po Sálu
  - 56 - Sála
  - 57 - Labe od Sály po Havolu
  - 58 - Havola
  - 59 - Labe od Havoly níže
- 6 - Odra
  - 67 - Odra od … po Wartu
  - 69 - Odra od Warty níže
- 9 - menší řeky u pobřeží Severního a Baltského moře
  - 92 - IJsselmeer
  - 93 - (nizozemské) pobřeží a watty od IJsselmeery po ostrovem[kde?] Borkumem
  - 94 - pobřeží a watty od ostrovy Borkumy po Cuxhavenem-Sahlenburkem
  - 95 - pobřeží a watty od Cuxhaveny-Sahlenburky po danském hranicema[kde?]
  - 96 - Baltské moře